# Црномасница
Црномасница је насеље у Србији у општини Неготин у Борском округу. Према попису из 2022. у насељу је било 141 становника (према попису из 2011. било је 199 становника, према попису из 2002. било је 272 становника а према попису из 1991. било је 426 становника).

## Историја
Први помени о насељу јављају се почетком 15. века, на месту званом „Пивнице”, са становништвом које је било словенског порекла. Село је спаљено око 1504. године, а становништво се иселило у брда и планине где су Турци ређе долазили. На основу пописа Видинског санџака из 1530. и 1538. помиње се Црномасница у нахији Кривина и у групи мањих насеља од 20 до 30 домаћинстава. Због сталних ратова, села и селишта су пустошена и спаљивана, па је становништво Видинског санџака било у сталном покрету. Почетком 18. века долази до насељавања становника са простора Влашке и повлашених Словена у Тимочку крајину.
Прву већу групу досељеника чинило је 14 породица које су се доселиле између потока Симић и потока Радуловић где се и формира село. У 19. веку село броји око 250 породица. Село је до после Првог светског рата припадало Бугарској, а онда је Нејским мировним споразумом, предато Краљевини Југославији.

## Демографија
Према последњем попису из 2022. године у Црномасници је живело 141 становника што је за 58 мање у односу на 2011. када је на попису било 199 становника. У насељу живи 137 пунолетних становника, а просечна старост становништва износи 60,34 година (57,64 код мушкараца и 63,01 код жена).
Према подацима пописа из 2022. у насељу има 72 домаћинства, а просечан број чланова по домаћинству је 1,96 а према истом попису у насељу има 226 стамбених јединица од којих је 118 насељених.
Ово насеље је углавном насељено Србима (према попису из 2002. године), а у последња три пописа, примећен је пад у броју становника.
|  |

| Демографија | Демографија | Демографија |
| Година      | Становника  | Становника  |
| ----------- | ----------- | ----------- |
| 1948.       | 719         |             |
| 1953.       | 715         |             |
| 1961.       | 724         |             |
| 1971.       | 630         |             |
| 1981.       | 565         |             |
| 1991.       | 426         | 344         |
| 2002.       | 272         | 327         |
| 2011.       | 199         |             |
| 2022.       | 141         |             |

| Етнички састав према попису из 2002.‍ | Етнички састав према попису из 2002.‍ | Етнички састав према попису из 2002.‍ | Етнички састав према попису из 2002.‍ | Етнички састав према попису из 2002.‍ |
| ------------------------------------ | ------------------------------------ | ------------------------------------ | ------------------------------------ | ------------------------------------ |
|                                      |                                      |                                      |                                      |                                      |
| Срби                                 | Срби                                 |                                      | 220                                  | 80,88%                               |
| Власи                                | Власи                                |                                      | 45                                   | 16,54%                               |
| Румуни                               | Румуни                               |                                      | 3                                    | 1,10%                                |
| непознато                            | непознато                            |                                      | 2                                    | 0,73%                                |

| Година пописа     | 1948. | 1953. | 1961. | 1971. | 1981. | 1991. | 2002. |
| ----------------- | ----- | ----- | ----- | ----- | ----- | ----- | ----- |
| Број домаћинстава | 176   | 174   | 183   | 169   | 155   | 126   | 104   |

| Број чланова      | 1  | 2  | 3  | 4 | 5 | 6 | 7 | 8 | 9 | 10 и више | Просек |
| ----------------- | -- | -- | -- | - | - | - | - | - | - | --------- | ------ |
| Број домаћинстава | 34 | 30 | 14 | 8 | 8 | 6 | 4 | 0 | 0 | 0         | 2,62   |

| Пол    | Укупно | Неожењен/Неудата | Ожењен/Удата | Удовац/Удовица | Разведен/Разведена | Непознато |
| ------ | ------ | ---------------- | ------------ | -------------- | ------------------ | --------- |
| Мушки  | 118    | 24               | 83           | 7              | 3                  | 1         |
| Женски | 133    | 8                | 79           | 41             | 4                  | 1         |
| УКУПНО | 251    | 32               | 162          | 48             | 7                  | 2         |

| Пол    | Укупно                    | Пољопривреда, лов и шумарство | Рибарство                            | Вађење руде и камена | Прерађивачка индустрија       |
| ------ | ------------------------- | ----------------------------- | ------------------------------------ | -------------------- | ----------------------------- |
| Мушки  | 61                        | 50                            | 0                                    | 0                    | 0                             |
| Женски | 29                        | 25                            | 0                                    | 0                    | 0                             |
| УКУПНО | 90                        | 75                            | 0                                    | 0                    | 0                             |
| Пол    | Производња и снабдевање   | Грађевинарство                | Трговина                             | Хотели и ресторани   | Саобраћај, складиштење и везе |
| Мушки  | 1                         | 0                             | 2                                    | 0                    | 3                             |
| Женски | 0                         | 0                             | 2                                    | 0                    | 0                             |
| УКУПНО | 1                         | 0                             | 4                                    | 0                    | 3                             |
| Пол    | Финансијско посредовање   | Некретнине                    | Државна управа и одбрана             | Образовање           | Здравствени и социјални рад   |
| Мушки  | 0                         | 0                             | 1                                    | 0                    | 0                             |
| Женски | 0                         | 0                             | 0                                    | 2                    | 0                             |
| УКУПНО | 0                         | 0                             | 1                                    | 2                    | 0                             |
| Пол    | Остале услужне активности | Приватна домаћинства          | Екстериторијалне организације и тела | Непознато            | Непознато                     |
| Мушки  | 2                         | 0                             | 0                                    | 2                    | 2                             |
| Женски | 0                         | 0                             | 0                                    | 0                    | 0                             |
| УКУПНО | 2                         | 0                             | 0                                    | 2                    | 2                             |